# Надзвукова аеродинамічна труба

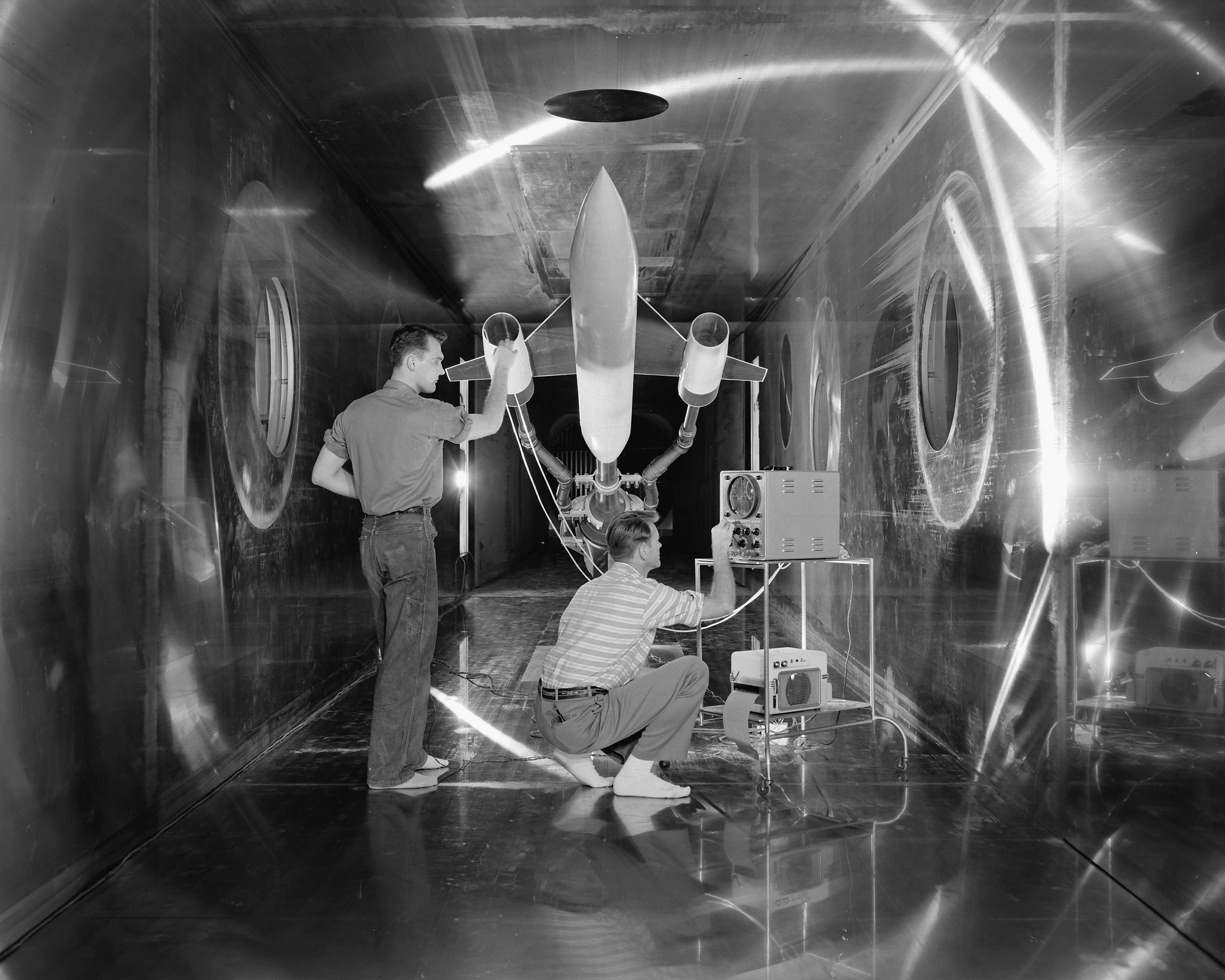
Інженери перевіряють модель літального апарата перед тестовим запуском у надзвуковій аеродинамічній трубі у Лабораторії Польотів Левіса.

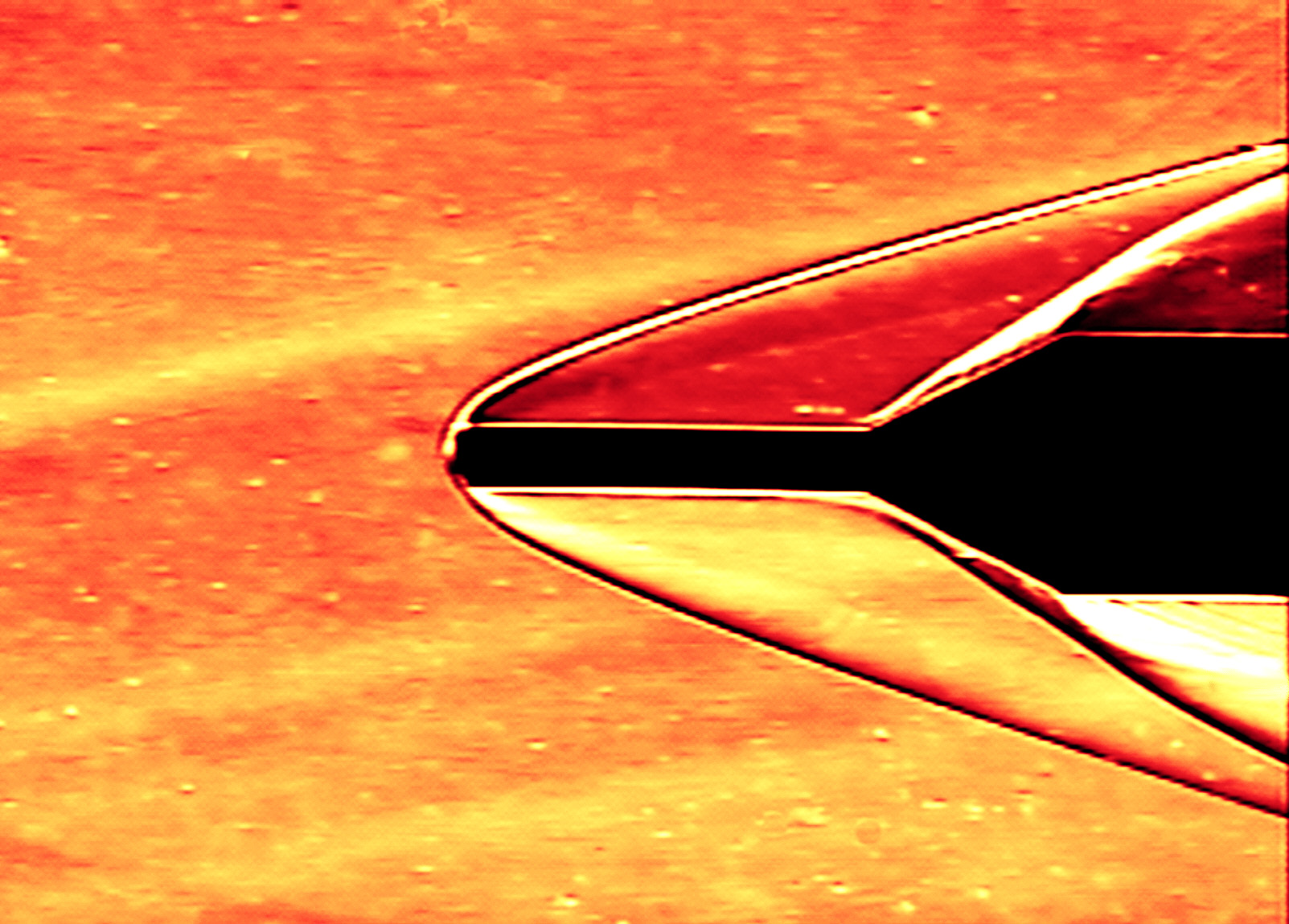
Зйомка Шлірена часто використовується для отримання зображень потоків газу, а також струсових хвиль у надзвукових аеродинамічних трубах. Тут видно потік зі швидкістю 4 Маха через зонд піто через оптику Шлірена у Надзвуковій Трубі Університету штату Пенсильванія. Потік направлений зліва направо.

Надзвукова аеродинамічна труба (англ. supersonic wind tunnel) є аеродинамічною трубою , яка виробляє потоки з надзвуковою швидкістю (1.2<М<5)
Число Маха і потік визначаються геометрією сопла. Число Рейнольдса варіюється зміною рівня щільності (тиск у стабілізуючій камері). Окрім того, необхідно дотримуватися співвідношення високого тиску (для надзвукового режиму при М=4, це співвідношення є порядками 10). Крім того, конденсування вологи чи навіть зрідження газу може відбуватися за умов, коли статична температура стає достатньо низькою. Це означає, що надзвукова аеродинамічна труба зазвичай потребує апарата для висушення або попереднього нагрівання.
Надзвукова аеродинамічна труба вимагає потужного джерела енергії, тому більшість із них розроблялися для роботи за вимогою, а не роботі на постійній основі.

## Зовнішні посилання
- Pope, A.; Goin, K. (1978). High-speed Wind Tunnel Testing. Krieger. ISBN 0-88275-727-X. (англ.)